# فتح مكة
فَتْحُ مَكَّةَ (يُسمَّى أيضاً الفتح الأعظم) غزوة وقعت في العشرين من رمضان في العام الثامن من الهجرة (الموافق 10 يناير 630م) استطاع المسلمون من خلالها فتحَ مدينة مكة وضمَّها إلى دولتهم الإسلامية. وسببُ الغزوة هو أن قبيلةَ قريشٍ انتهكت الهدنةَ التي كانت بينها وبين المسلمين، بإعانتها لحلفائها من بني الدئل بن بكرٍ بن عبد مناةٍ بن كنانة (تحديداً بطنٌ منهم يُقال لهم «بنو نفاثة») في الإغارة على قبيلة خزاعة، الذين هم حلفاءُ المسلمين، فنقضت بذلك عهدَها مع المسلمين الذي سمّي بصلح الحديبية. وردّاً على ذلك، جَهَّزَ الرسولُ محمدٌ جيشاً قوامه عشرة آلاف مقاتل لفتح مكة، وتحرَّك الجيشُ حتى وصل مكة، فدخلها سلماً دُون قتال، إلا ما كان من جهة القائد المسلم خالد بن الوليد، إذ حاول بعضُ رجال قريش بقيادة عكرمة بن أبي جهل التصديَ للمسلمين، فقاتلهم خالدٌ وقَتَلَ منهم اثني عشر رجلاً، وفرَّ الباقون منهم، وقُتل من المسلمين رجلان اثنان.
ولمَّا نزل الرسولُ محمدٌ بمكة واطمأنَّ الناسُ، جاءَ الكعبة فطاف بها، وجعل يطعنُ الأصنامَ التي كانت حولها بقوس كان معه، ويقول: «جَاءَ الْحَقُّ وَزَهَقَ الْبَاطِلُ إِنَّ الْبَاطِلَ كَانَ زَهُوقًا» و«جَاءَ الْحَقُّ وَمَا يُبْدِئُ الْبَاطِلُ وَمَا يُعِيدُ»، ورأى في الكعبة الصورَ والتماثيلَ فأمر بها فكسرت. ولما حانت الصلاة، أمر الرسولُ محمد بلال بن رباح أن يصعد فيؤذن من فوق الكعبة، فصعد بلالٌ وأذّن.
كان من نتائج فتح مكة اعتناقُ كثيرٍ من أهلها دينَ الإسلام، ومنهم سيد قريش وكنانة أبو سفيان بن حرب، وزوجتُه هند بنت عتبة، وكذلك عكرمة بن أبي جهل، وسهيل بن عمرو، وصفوان بن أمية، وأبو قحافة والد أبي بكر الصديق، وغيرُهم.

## صلح الحديبية وأسباب الفتح

### صلح الحديبية
في شهر ذي القعدة سنة 6هـ الموافق 628م، أمر الرسولُ محمدٌ أتباعَه باتخاذ الاستعدادات لأداء العمرة في مكة، بعد أن رأى في منامه أنه دخل هو وأصحابُه المسجد الحرام وطافوا واعتمروا، فخرج من المدينة المنورة يوم الاثنين غرّة ذي القعدة سنة 6هـ، في 1400 أو 1500 من المسلمين، ولم يخرج بسلاح إلا سلاح المسافر (السيوف في القرب)، وساق معه الهدي سبعينَ بدنةً. ولمّا علمت قريش بذلك، قررت منعه عن الكعبة، فأرسلوا مئتي فارسٍ بقيادة خالد بن الوليد للطريق الرئيسي إلى مكة، لكنَّ الرسولَ محمدًا اتخذ طريقًا أكثر صعوبة لتفادي مواجهتهم، حتى وصل إلى الحديبية على بعد 14,5 كيلومتراً (تسعة أميال) من مكة، فجاءه بديل بن ورقاء الخزاعي في نفر من خزاعة فكلموه وسألوه عمَّا جاء به، فقال لهم الرسولُ محمد:
| فتح مكة | إنّا لم نجيء لقتال أحد، ولكنا جئنا معتمرين، وإن قريشًا قد نهكتهم الحرب وأضرّت بهم، فإن شاءوا ماددتهم، ويخلّوا بيني وبين الناس، وإن شاءوا أن يدخلوا فيما دخل فيه الناس فعلوا، وإلا فقد جَمُّوا، وإن هم أبَوا إلا القتال فوالذي نفسي بيده لأقاتلنهم على أمري هذا حتى تنفرد سالفتي، أو لينفذنّ الله أمره. | فتح مكة |

فرجعوا إلى قريش فقالوا: «يا معشر قريش، إنكم تعجلون على محمد، إن محمداً لم يأت لقتال، وإنما جاءَ زائراً هذا البيت»، فاتهمتهم قريش وقالت: «وإن كان جاء ولا يريدُ قتالاً، فوالله لا يدخلها علينا عنوة أبداً، ولا تحدّث بذلك عنّا العرب». ثم بعثت قريش مكرز بن حفص بن الأخيف العامري القرشي، فلما رآه الرسول محمد مقبلاً قال: «هذا رجل غادر»، فلما انتهى إلى الرسول محمد وكلمه، قال له الرسول نحواً مما قال لبديل وأصحابه؛ فرجع إلى قريش فأخبرهم بما قال له الرسول محمد.
ثم بعثت قريش الحليس بن علقمة الكناني سيد الأحابيش بني الحارث بن عبد مناة بن كنانة وحلفاء قريش، فلما رآه الرسول محمد قال: «إن هذا من قومٍ يتألّهون، فابعثوا الهدي في وجهه حتى يراه»، فلما رأى الحليس بن علقمة الهدي يسيل عليه من عرض الوادي في قلائده، وقد أكل أوباره من طول الحبس عن محله، رجع إلى قريش ولم يصل إلى الرسولِ محمدٍ إعظاماً لما رأى، فقال لهم ذلك، فقالوا له: «اجلس، فإنَّما أنت أعرابيٌّ لا علمَ لك»، فغضب عند ذلك الحليس وقال: «يا معشر قريش، والله ما على هذا حالفناكم، ولا على هذا عاقدناكم، أيُصَدُّ عن بيت الله من جاء معظِّماً له؟ والذي نفس الحليس بيده، لَتَخلنَّ بين محمد وبين ما جاء له، أو لأنفرنَّ بالأحابيش نفرة رجلٍ واحد»، فقالوا له: «مه، كف عنا يا حليس حتى نأخذ لأنفسنا ما نرضى به».
ثم بعثوا عروة بن مسعود الثقفي ليفاوض المسلمين، فأعاد الرسولُ محمدٌ عليه نفس العرض، فعاد لمكة قائلاً: «والله ما رأيتُ ملِكًا يعظّمه أصحابُه ما يعظم أصحابُ محمدٍ محمدًا، والله ما تَنَخَّمَ نخامة إلا وقعت في كف رجل منهم، فدلك بها وجهه وجلده، وإذا أمرهم ابتدروا أمره، وإذا توضأ كادوا يقتتلون على وَضوئه، وإذا تكلم خفضوا أصواتهم عنده، وما يُحِدُّون إليه النظر تعظيمًا له، وقد عرض عليكم خطة رُشْدٍ فاقبلوها».
ثم أرسل الرسولُ محمدٌ عثمان بن عفان إلى قريش ليفاوضهم، فتأخر في مكة حتى سرت إشاعة أنه قد قُتل، فقرر الرسولُ أخذَ البيعة من المسلمين على أن لا يفرّوا، فيما عرف ببيعة الرضوان، فلم يتخلّف عن هذه البيعة أحد إلا جد بن قيس، ونزلت في ذلك آيات من القرآن: ﴿لَقَدْ رَضِيَ اللَّهُ عَنِ الْمُؤْمِنِينَ إِذْ يُبَايِعُونَكَ تَحْتَ الشَّجَرَةِ فَعَلِمَ مَا فِي قُلُوبِهِمْ فَأَنْزَلَ السَّكِينَةَ عَلَيْهِمْ وَأَثَابَهُمْ فَتْحًا قَرِيبًا ۝١٨﴾. وخلال ذلك وصلت أنباء عن سلامة عثمان، وأرسلت قريشٌ سهيل بن عمرو لتوقيع اتفاق مصالحة عرف بصلح الحديبية، ونصّت بنوده على عدم أداء المسلمين للعمرة ذلك العام على أن يعودوا لأدائها العام التالي، كما نصّت على أن يَرُدَّ المسلمون أي شخص يذهب إليهم من مكة بدون إذن، في حين لا ترد قريش من يذهب إليهم من المدينة. واتفقوا أن تسري هذه المعاهدة لمدة عشر سنوات، وبإمكان أي قبيلة أخرى الدخول في حلف أحد الطرفين لتسري عليهم المعاهدة. فدخلت قبيلة خزاعة في حلف الرسولِ محمدٍ، ودخل بنو الدئل بن بكر بن عبد مناة بن كنانة في حلف قريش، ولمَّا فرغوا من الكتاب انطلق سهيل وأصحابه عائدين إلى مكة.

### أسباب الفتح
كانت بين قبيلتي خزاعة وبني الدئل بن بكر عداوة وثارات في الجاهلية، سببها أن رجلاً من حضرموت اسمه مالك بن عباد الحضرمي كان يحالف الأسود بن رزن بن يعمر بن نفاثة الدؤلي، فخرج الحضرمي تاجراً، فلما توسط أرض خزاعة عدوا عليه فقتلوه وأخذوا ماله، فعدت بنو الدئل على رجل من خزاعة فقتلوه، فعدت خزاعة قُبيل الإسلام على بني الأسود بن رزن (وهم ذؤيب وأخواه كلثوم وسلمى، وكانوا منخر بني كنانة وأشرافهم) فقتلوهم بعرفة عند أنصاب الحرم. فبينما بنو الدئل بن بكر وخزاعة على ذلك حجز بينهم الإسلام، وتشاغل الناس به، فلما كان صلح الحديبية، دخلت خزاعة في حلف الرسول محمد ودخلت بنو الدئل بن بكر في حلف قريش، فلما كانت الهدنة اغتنمها بنو الدئل بن بكر، وأرادوا أن يصيبوا من خزاعة ثأر أولئك النفر، فخرج نوفل بن معاوية بن عروة الديلي في جماعة من بني الدئل بن بكر في شهر شعبان سنة 8هـ، فأغاروا على خزاعة ليلاً، وهم على ماء يقال له «الوتير» جنوب غربي مكة، فأصابوا منهم رجالاً، وتحاوزوا واقتتلوا، ورفدت قريشٌ بني الدئل بالسلاح، وقاتل معهم من قريش من قاتل بالليل مستخفياً، حتى حازوا خزاعة إلى الحرم، فلما انتهوا إليه قالت بنو الدئل بن بكر: «يا نوفل، إنا قد دخلنا الحرم، إلهك إلهك»، فقال: «لا إله اليوم، يا بني بكر، أصيبوا ثأركم، فلعمري إنكم لتسرقون في الحرم، أفلا تصيبون ثأركم فيه؟»، ولما دخلت خزاعة مكة لجأوا إلى دار بديل بن ورقاء الخزاعي، وإلى دار مولى لهم يقال له رافع.
ونتيجةً لذلك الغدر والنقض في العهد، خرج عمرو بن سالم الخزاعي في أربعين من خزاعة حتى قدموا على الرسول محمد في المدينة المنورة، وأخبروه بما كان من بني الدئل بن بكر، وبمن أصيب منهم، وبمناصرة قريش لبني الدئل بن بكر عليهم، ووقف عمرو بن سالم على الرسول وهو جالس في المسجد بين ظهراني الناس فقال:
فقال الرسول محمدٌ: «نُصرت يا عمرو بن سالم»، ولما عرض السحاب من السماء قال: «إن هذه السحابة لتستهل بنصر بني كعب»، وبنو كعب هم خزاعة. ثم خرج بديل بن ورقاء الخزاعي في نفر من خزاعة، حتى قدموا على الرسولِ محمد المدينةَ، فأخبروه بمن أصيب منهم، وبمظاهرة قريش لبني الدئل بن بكر عليهم، ثم رجعوا إلى مكة. وجاء في رواية: إن الرسول محمداً بعد أن سمع وتأكد من الخبر أرسل إلى قريش فقال لهم: «أما بعد، فإنكم إن تبرؤوا من حلف بني بكر، أتُدوا خزاعة، وإلا أوذنكم بحرب»، (ومعنى أتُدوا خزاعة: أي تدفعوا دية قتلاهم)، فقال قرظة بن عبد عمرو بن نوفل بن عبد مناف صهر معاوية: «إن بني بكر قوم مشائيم، فلا ندى ما قتلوا لنا سبد، ولا لبد (السبد: الشعر، واللبد: الصوف، يعني إن فعلنا ذلك لم يبق لنا شيء)، ولا نبرأ من حلفهم، فلم يبق على ديننا أحد غيرهم، ولكن نؤذنه بحرب». ولم يكن من بني بكر بن عبد مناة محالفاً لقريش على دينهم إلا بنو الدئل بن بكر. أما بنو ليث بن بكر وبنو ضمرة بن بكر فكانوا من المسلمين وفي جيش الفتح مع الرسول محمد.
أحست قريش بغدرها، وخافت وشعرت بعواقبه الوخيمة، فعقدت مجلساً استشارياً، وقررت أن تبعث قائدها أبا سفيان ممثلاً لها، ليقوم بتجديد الصلح. وقد أخبر الرسولُ محمد أصحابَه بما ستفعله قريش إزاء غدرتهم، قال: «كأنكم بأبي سفيان قد جاءكم ليشد العقد، ويزيد في المدة».
وخرج أبو سفيان فلقي بديل بن ورقاء بعسفان وهو راجع من المدينة إلى مكة فقال: «من أين أقبلت يا بديل؟»، وظن أنه أتى الرسولَ محمداً، فقال: «سرت في خزاعة في هذا الساحل وفي بطن هذا الوادي»، قال: «أوما جئت محمداً؟»، قال: «لا»، فلما راح بديل إلى مكة قال أبو سفيان: «لئن كان جاء المدينة لقد علف بها النوى»، فأتى مبرك راحلته، فأخذ من بعرها ففته، فرأى فيها النوى، فقال: «أحلف بالله لقد جاء بديل محمداً». وعند نزول أبي سفيان في المدينة دخل على ابنته أمِّ حبيبة زوجِ الرسول محمدٍ، وأراد أن يجلس على فراش الرسول فطوته عنه، فقال: «يا بنية، ما أدري، أرغبت بي عن هذا الفراش، أم رغبت به عني؟»، قالت: «بل هذا فراش رسول الله، وأنت مشرك نجس»، قال: «والله لقد أصابك بعدي شر».
ثم خرج أبو سفيان حتى أتى الرسولَ محمداً فكلمه، فلم يرد عليه شيئاً، ثم ذهب إلى أبي بكر فكلمه أن يكلم الرسولَ، فقال: «ما أن بفاعل»، ثم أتى عمر بن الخطاب فكلمه، فقال: «أأنا أشفع لكم إلى رسول الله ﷺ؟ فو الله لو لم أجد إلا الذر لجاهدتكم به»، ثم جاء فدخل على علي بن أبي طالب، وعنده فاطمة، والحسن غلام يدب بين يديهما، فقال: «يا علي، إنك أمس القوم بي رحماً، وإني قد جئت في حاجة، فلا أرجعن كما جئت خائباً، اشفع لي إلى محمد»، فقال: «ويحك يا أبا سفيان، لقد عزم رسول الله ﷺ على أمر ما نستطيع أن نكلمه فيه»، فالتفت أبو سفيان إلى فاطمة، فقال: «هل لك أن تأمري ابنك هذا فيجير بين الناس، فيكون سيد العرب إلى آخر الدهر؟»، قالت: «والله ما يبلغ ابني ذاك أن يجير بين الناس، وما يجير أحد على رسول الله ﷺ»، فقال لعلي بن أبي طالب: «يا أبا الحسن، إني أرى الأمور قد اشتدت علي، فانصحني»، قال: «والله ما أعلم لك شيئاً يغني عنك، ولكنك سيد بني كنانة، فقم فأجر بين الناس، ثم الحق بأرضك»، قال: «أو ترى ذلك مغنياً عني شيئاً؟»، قال: «لا والله ما أظنه، ولكني لم أجد لك غير ذلك»، فقام أبو سفيان في المسجد، فقال: «أيها الناس، إني قد أجرت بين الناس»، ثم ركب بعيره وانطلق.
ولما قدم أبو سفيان على قريش قالوا: «ما وراءك؟»، قال: «جئت محمداً فكلمته، فوالله ما رد علي شيئاً، ثم جئت ابن أبي قحافة فلم أجد فيه خيراً، ثم جئت عمر بن الخطاب، فوجدته أدنى العدو، ثم جئت علياً فوجدته ألين القوم، قد أشار علي بشيء صنعته، فو الله ما أدري هل يغني عني شيئاً أم لا؟»، قالوا: «وبم أمرك؟»، قال: «أمرني أن أجير بين الناس، ففعلت»، قالوا: «فهل أجاز ذلك محمداً؟»، قال: «لا»، قالوا: «ويلك، إن زاد الرجل على أن لعب بك»، قال: «لا والله ما وجدت غير ذلك».

## استعداد المسلمين للخروج

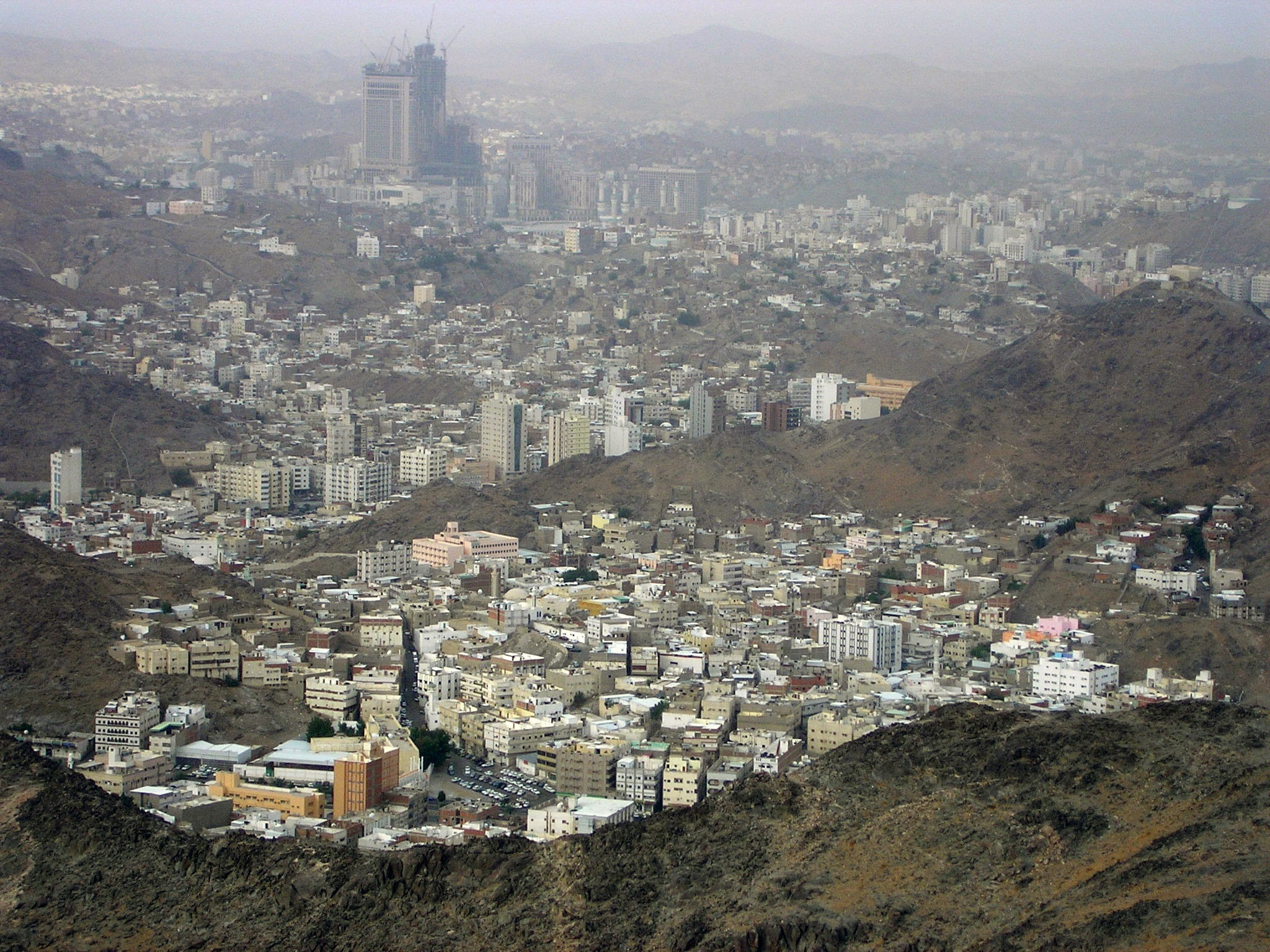
منظر كاشف لمكة من فوق متن جبل النور

عندما قرر الرسول محمدٌ السير لفتح مكة، حرص على كتمان هذا الأمر؛ حتى لا يصل الخبر إلى قريش فتعد العدة لمجابهته، فقد كَتَمَ أمرَه حتى عن أقرب الناس إليه، فكَتَمَه عن صاحبه أبي بكر الصديق، وزوجته عائشة، فلم يعرف أحدٌ شيئًا عن أهدافه الحقيقية، ولا باتجاه حركته، ولا بالعدو الذي ينوي قتالَه، وكان الرسولُ محمد قد أمر عائشة قبل أن يأتي إليه خبر نقض الميثاق بثلاثة أيام أن تجهزه، ولا يعلم أحد، فدخل عليها أبوها أبو بكر الصديق، فقال: «يا بنية ما هذا الجهاز؟»، قالت: «والله ما أدري»، فقال: «والله ما هذا زمان غزو بني الأصفر، فأين يريد رسول الله؟»، قالت: «والله لا علم لي».
كما بعث الرسول محمد قبلَ مسيرة مكة سريةً مكونةً من ثمانية رجال إلى إضم، وذلك لإسدال الستار على نياته الحقيقية، وفي ذلك يقول ابن سعد: «لما همَّ رسول الله ﷺ بغزو أهل مكة بعث أبا قتادة بن ربعي في ثمانية نفر سرية إلى بطن إضم (وهو وادي المدينة الذي يجتمع فيه الوديان الثلاثة: بطحان، وقناة، والعقيق)، ليظن الظان أن رسول الله ﷺ توجه إلى تلك الناحية، ولأن تذهب بذلك الأخبار، فمضوا ولم يلقوا جمعًا، فانصرفوا حتى انتهوا إلى ذي خُشُب (وهو موضع على مرحلة من المدينة إلى الشام يبعد عن المدينة 35 ميلاً، أي 56 كيلومتراً تقريباً)، فبلغهم أن رسول الله قد توجه إلى مكة، فأخذوا على "بيبين" حتى لقوا النبي ﷺ بالسُّقيا (وهي موضع يقع في وادي القرى).»
وأعد الرسولُ محمدٌ جيشًا وصلت عدته إلى عشرة آلاف رجل، وبث رجالَ العسس بالدولة الإسلامية داخل المدينة وخارجها حتى لا تنتقل أخباره إلى قريش، ثم دعا الله تعالى فقال: «اللهم خذ على أسماعهم وأبصارهم فلا يرونا إلا بغتة ولا يسمعوا بنا إلا فجأة». وعندما أكمل الرسولُ محمد استعدَاده للسير إلى فتح مكة، كتب الصحابيُّ حاطب بن أبي بلتعة اللخمي كتابًا إلى أهل مكة يخبرهم فيه نبأ تحرك الرسول إليهم، وأرسله مع امرأة مسافرة إلى مكة، ويؤمن المسلمون أن الله تعالى أطلع الرسولَ عن طريق الوحي على هذه الرسالة فقضى على هذه المحاولة وهي في مهدها، فأرسل عليًّا والزبيرَ والمقدادَ فأمسكوا بالمرأة في «روضة خاخ» على بعد اثني عشر ميلاً من المدينة، وهددوها أن يفتشوها إن لم تُخرج الكتابَ فسلمته لهم، ثم استدعي حاطب للتحقيق، فقال: «يا رسول الله، لا تعجل علي، إني كنت امرأً ملصقًا (أي حليفاً) في قريش ولم أكن من أنفسها، وكان من معك من المهاجرين من لهم قرابات يحمون بها أهليهم وأموالهم، فأحببت إذ فاتني ذلك من النسب فيهم أن أتخذ عندهم يدًا يحمون قرابتي، ولم أفعله ارتدادًا عن ديني ولا رضاً بالكفر بعد الإسلام»، فقال الرسول محمد: «أما إنه قد صدقكم»، فقال عمر: «يا رسول الله، دعني أضرب عنق هذا المنافق»، فقال الرسول محمد: «إنه قد شهد بدرًا، وما يدريك لعل الله اطلع على من شهد بدرًا فقال: اعملوا ما شئتم فقد غفرت لكم»، فنزلت الآية: ﴿يَا أَيُّهَا الَّذِينَ آمَنُوا لَا تَتَّخِذُوا عَدُوِّي وَعَدُوَّكُمْ أَوْلِيَاءَ تُلْقُونَ إِلَيْهِمْ بِالْمَوَدَّةِ وَقَدْ كَفَرُوا بِمَا جَاءَكُمْ مِنَ الْحَقِّ يُخْرِجُونَ الرَّسُولَ وَإِيَّاكُمْ أَنْ تُؤْمِنُوا بِاللَّهِ رَبِّكُمْ إِنْ كُنْتُمْ خَرَجْتُمْ جِهَادًا فِي سَبِيلِي وَابْتِغَاءَ مَرْضَاتِي تُسِرُّونَ إِلَيْهِمْ بِالْمَوَدَّةِ وَأَنَا أَعْلَمُ بِمَا أَخْفَيْتُمْ وَمَا أَعْلَنْتُمْ وَمَنْ يَفْعَلْهُ مِنْكُمْ فَقَدْ ضَلَّ سَوَاءَ السَّبِيلِ ۝١﴾.

## مسير المسلمين من المدينة إلى مكة
| « اغزوا باسم الله في سبيل الله، قاتلوا من كفر بالله، اغزوا ولا تغلوا ولا تغدروا ولا تمثّلوا ولا تقتلوا وليدًا » |
| — النبي محمد                                                                                                  |

خرج الرسولُ محمدٌ قاصدًا مكة في العاشر من رمضان في العام الثامن للهجرة، واستخلف على المدينة أبا رهم كلثومَ بن حصين بن عتبة بن خلف الغفاري الكناني، وكان عددُ الجيش عشرةَ آلافٍ فيهم المهاجرون والأنصار الذين لم يتخلف منهم أحد، فسار هو ومن معه إلى مكة يصومُ ويصومون، فلما وصل الجيشُ منطقةَ الكديد (الماء الذي بين قديد وعسفان) أفطر وأفطر الناس معه، وفي منطقة الجحفة لقيه عمُّه العباسُ بن عبد المطلب وقد خرج مهاجرًا بعياله، فسُرَّ الرسول محمدٌ.
وخرج أبو سفيان بنُ الحارث الهاشمي القرشي وعبدُ الله بنُ أمية بنِ المغيرة المخزومي القرشي من مكة، فلقيا الرسولَ محمداً بثنية العقاب فيما بين مكة والمدينة، فالتمسا الدخولَ عليه، فكلمته أمُّ سلمة فقالت: «يا رسول الله ابن عمك، وابن عمتك وصهرك»، فقال: «لا حاجة لي فيهما؛ أما ابن عمي فهتك عرضي، وأما ابن عمتي وصهري فهو الذي قال لي بمكة ما قال»، فلما خرج الخبر إليهما بذلك -ومع أبي سفيان بن الحارث ابنٌ له- فقال: «والله ليأذنن رسولُ الله ﷺ أو لآخذن بيد ابني هذا، ثم لنذهب في الأرض حتى نموت عطشًا أو جوعًا»، فلما بلغ ذلك الرسولَ رقَّ لهما، فدخلا عليه، فأنشده أبو سفيان قوله في إسلامه واعتذاره عما كان مضى فيه فقال:
فلما أنشد الرسولَ محمداً قوله: «إلى الله من طردت كل مطرد»، ضرب الرسولُ محمد في صدره فقال: «أنت طردتني كل مطرد»، وكان أبو سفيان بنُ الحارث يهجو الرسولَ محمداً بشعره كثيرًا، وأما عبد الله بنُ أمية فقد قال للرسول محمدٍ: «فوالله لا أومن بك حتى تتخذ إلى السماء سلمًا ثم ترقى فيه وأنا أنظر إليك حتى تأتيها، ثم تأتي بصكّ معه أربعة من الملائكة يشهدون لك كما تقول، ثم وأيم الله لو فعلت ذلك ما ظننت أني أصدقك». ومع ذلك فإن الرسولَ محمداً عفا عنهما وقبل عذرهما.
وتابع الرسولُ محمد سيرَه حتى أتى مر الظهران، وهو وادٍ شمال مكة بـ 22 كيلومتراً، فنزل فيه عشاءً، فأمر الجيش فأوقدوا النيران، فأوقدت عشرة آلاف نار، وجعل على الحرس عمر بن الخطاب.

### إسلام أبي سفيان بن حرب سيد مكة
بعد أن نزل الرسولُ محمد مر الظهران، وأوقد الجيشُ عشرةَ آلاف نار، رأى الصحابيُّ العباس بن عبد المطلب ذلك، وهذه قصة ماحدث يرويها العباسُ بنفسه:
| فتح مكة | فقلت: «واصباح قريش! والله لئن دخل رسول الله ﷺ مكة عنوة قبل أن يأتوه فيستأمنوه، إنه لهلاك قريش إلى آخر الدهر»، وركب بغلة رسول الله وخرج يلتمس من يوصل الخبر إلى مكة ليخرجوا إلى رسول الله فيستأمنوه قبل أن يدخلها عنوة، وكان أبو سفيان وحكيم بن حزام وبديل بن ورقاء قد خرجوا يلتمسون الأخبار، فلما رأوا النيران قال أبو سفيان: «ما رأيت كالليلة نيرانًا قط ولا عسكرًا»، فقال بديل: «هذه والله خزاعة حمشتها الحرب»، فقال أبو سفيان: «خزاعة أذل وأقل من أن تكون هذه نيرانها وعسكرها»، وسمع العباسُ أصواتَهم فعرفهم فقال: «يا أبا حنظلة»، فقال: «أبو الفضل؟»، قلت: «نعم»، قال: «ما لك، فداك أبي وأمي؟»، قال العباس: قلت: «ويحك يا أبا سفيان، هذا رسول الله ﷺ في الناس، واصباح قريش والله!»، قال: «فما الحيلة فداك أبي وأمي؟»، قال: قلت: «والله لئن ظفر بك ليضربن عنقك، فاركب في عجز هذه البغلة حتى آتي بك رسول الله فأستأمنه لك»، قال: فركب خلفي ورجع صاحباه، فجئت به، كلما مررت بنار من نيران المسلمين قالوا: «من هذا؟»، فإذا رأوا بغلة رسول الله ﷺ وأنا عليها قالوا: «عمُّ رسول الله على بغلته»، حتى مررت بنار عمر بن الخطاب فقال: «من هذا؟»، وقام إلي فلما رأى أبا سفيان على عجز الدابة قال: «أبو سفيان عدو الله، الحمد لله الذي أمكن منك بغَير عقد ولا عهد»، ثم خرج يشتد نحو رسول الله ﷺ، ودخل عليه عمر فقال: «يا رسول الله، هذا أبو سفيان قد أمكن الله منه بغير عقد ولا عهد، فدعني فلأضرب عنقه»، قال: قلت: «يا رسول الله، إني قد أجرته»، فلما أكثر عمر في شأنه قلت: «مهلاً يا عمر، فوالله أن لو كان من بني عدي ما قلت هذا، ولكنك قد عرفت أنه من رجال بني عبد مناف»، فقال: «مهلاً يا عباس، فوالله لإسلامك يوم أسلمت كان أحب إلي من إسلام الخطاب لو أسلم، وما بي إلا أني قد عرفت أن إسلامك كان أحب إلى رسول الله ﷺ من إسلام الخطاب لو أسلم»، فقال ﷺ: «اذهب به يا عباس إلى رحلك فإذا أصبحت فأتني به»، فلما أصبح غدوت به، فلما رآه رسول الله ﷺ قال: «ويحك يا أبا سفيان، ألم يأن لك أن تعلم أنه لا إله إلا الله؟»، قال: «بأبي أنت وأمي، ما أحلمك وأكرمك وأوصلك! والله لقد ظننت أن لو كان مع الله إله غيره لقد أغنى عني بعد»، قال: «ويحك يا أبا سفيان، ألم يأن لك أن تعلم أني رسول الله؟»، قال: «بأبي أنت وأمي ما أحلمك وأكرمك وأوصلك! أما هذه والله فإن في النفس منها حتى الآن شيئًا»، فقال له العباس: «ويحك أسلم قبل أن نضرب عنقك»، قال: فشهد شهادة الحق فأسلم، قال العباس: قلت: «يا رسول الله، إن أبا سفيان رجل يحب الفخر فاجعل له شيئًا»، قال: «نعم، من دخل دار أبي سفيان فهو آمن، ومن أغلق بابه فهو آمن، ومن دخل المسجد فهو آمن»، فلما ذهب لينصرف قال رسول الله: «يا عباس، احبسه بمضيق الوادي عند خطم الجبل، حتى تمر به جنود الله فيراها»، قال: فخرجت حتى حبسته حيث أمرني رسول الله ﷺ، ومرت القبائل على راياتها، كلما مرت قبيلة قال: «يا عباس من هذه؟»، فأقول: «غفار»، فيقول: «ما لي ولغفار»، ثم تمر به القبيلة فيقول: «يا عباس من هؤلاء؟»، فأقول: «سليم»، فيقول: «ما لي ولسليم»، ثم تمر به القبيلة فيقول: «يا عباس من هؤلاء؟»، فأقول: «مزينة»، فيقول: «يا أبا الفضل ما لي ولمزينة قد جاءتني تقعقع من شواهقها»، ثم تمر به القبيلة فيقول: «يا عباس من هؤلاء؟»، فأقول: «جهينة»، فيقول: «ما لي ولجهينة»، ثم تمر به القبيلة فيقول: «يا عباس من هؤلاء؟»، فأقول: «كنانة: بنو ليث بن بكر وبنو ضمرة بن بكر»، فيقول: «نعم، أهل شؤم والله، هؤلاء الذين غزانا محمد بسببهم، أما والله ما شُووِرت فيهم ولا علمته، ولكنه أمر حُتِم»، ثم تمر به القبيلة فيقول: «يا عباس من هؤلاء؟»، فأقول: «أشجع»، فيقول: «هؤلاء كانوا أشد العرب على محمد»، حتى مر به رسول الله ﷺ في كتيبته الخضراء، فيها المهاجرون والأنصار، لا يرى منهم إلا الحدق من الحديد، قال: «سبحان الله يا عباس، من هؤلاء؟»، قال: قلت: «هذا رسول الله ﷺ في المهاجرين والأنصار»، قال: «ما لأحد بهؤلاء قبل ولا طاقة»، ثم قال: «والله يا أبا الفضل لقد أصبح ملك ابن أخيك اليوم عظيمًا»، قال: قلت: «يا أبا سفيان: إنها النبوة»، قال: «فنعم إذن»، قال: قلت: «النجاء إلى قومك». | فتح مكة |

لقد تعمد الرسول محمد شن الحرب النفسية على أعدائه أثناء سيره لفتح مكة، حيث أمر الرسول بإيقاد النيران، فأوقدوا عشرة آلاف نار في ليلة واحدة حتى ملأت الأفق، فكان لمعسكرهم منظر مهيب كادت تنخلع قلوب القرشيين من شدة هوله، وقد قصد الرسولُ محمد من ذلك تحطيمَ نفسيات أعدائه والقضاءَ على معنوياتهم حتى لا يفكروا في أية مقاومة، وإجبارَهم على الاستسلام لكي يتم له تحقيقُ هدفه دون إراقة دماء.

## الاقتراب من مكة والتخطيط لفتحها

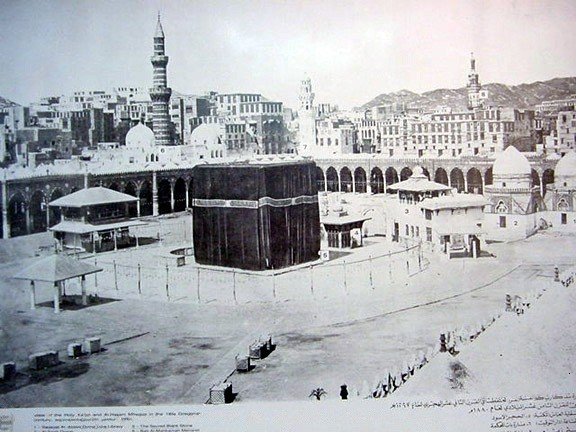
صورة للمسجد الحرام والكعبة المشرفة عام 1880، والتي كان حولها قديماً 360 صنمًا هدمها الرسول محمدٌ عند فتح مكة

عندما وصل الرسولُ محمدٌ إلى ذي طوى وزع المهام على النحو الآتي:
- جعل خالد بن الوليد على المجنبة اليمنى، وفيها قبائل أسلم وسليم وغفار ومزينة وجهينة وقبائل من قبائل العرب، فأمره أن يدخل مكة من أسفلها، وقال: «إن عرض لكم أحد من قريش فاحصدوهم حصداً، حتى توافوني على الصفا».[15]
- جعل الزبير بن العوام على المجنبة اليسرى، وبعثه على المهاجرين وخيلهم، وأمره أن يدخل من كداء من أعلى مكة، وأمره أن يغرز رايته بالحجون، ولا يبرح حتى يأتيه.
- جعل أبا عبيدة على البياذقة (الرجالة) وبطن الوادي.
- بعث سعد بن عبادة في كتيبة الأنصار في مقدمة الرسولِ محمدٍ، وأمرهم أن يكفوا أيديهم ولا يقاتلوا إلا من قاتلهم، وبهذا كانت المسؤولياتُ واضحةً، وكل قد عرف ما أسند إليه من مهام والطريق الذي ينبغي أن يسير فيه.[44]

وكانت راية الأنصار مع سعد بن عبادة، فلما مرَّ بأبي سفيان قال له: «اليوم يوم الملحمة، اليوم تستحل الحرمة، اليوم أذل الله قريشاً»، فلما حاذى الرسولُ محمد أبا سفيان قال: «يا رسول الله ألم تسمع ما قال سعد؟»، قال: «وما قال؟»، فقال: كذا كذا، فقال عثمان وعبد الرحمن بن عوف: «يا رسول الله، ما نأمن أن يكون له في قريش صولة»، فقال الرسولُ محمد: «بل اليوم يوم تعظم فيه الكعبة، اليوم يوم أعز الله فيه قريشاً»، ثم أرسل إلى سعد فنزع منه اللواء، ودفعه إلى ابنه قيس بن سعد بن عبادة، وقيل أن اللواء لم يخرج عن سعد، وقيل: بل دفعه إلى الزبير.
وقال الرسولُ محمد: «يا أبا هريرة ادع لي الأنصار»، فدعاهم فجاءوا يهرولون، فقال: «يا معشر الأنصار، هل ترون أوباش قريش؟»، قالوا: «نعم»، قال: «انظروا إذا لقيتموهم غدًا أن تحصدوهم حصدًا»، وأخفى بيده ووضع يمينه على شماله وقال: «موعدكم الصفا».
ودخل أبو سفيان إلى مكة مسرعًا ونادى بأعلى صوته: «يا معشر قريش، هذا محمد جاءكم فيما لا قِبَل لكم به، فمن دخل دار أبي سفيان فهو آمن»، فقامت إليه هند بنت عتبة فأخذت بشاربه فقالت: «اقتلوا الحميث الدسم الأحمس، قبح من طليعة قوم»، قال: «ويلكم! لا تغرنكم هذه من أنفسكم؛ فإنه قد جاءكم ما لا قبل لكم به، فمن دخل دار أبي سفيان فهو آمن»، قالوا: «قاتلك الله، وما تغني عنا دارك؟»، قال: «ومن أغلق عليه بابه فهو آمن، ومن دخل المسجد فهو آمن»، وتفرق الناس إلى دورهم وإلى المسجد.

## دخول المسلمين مكة

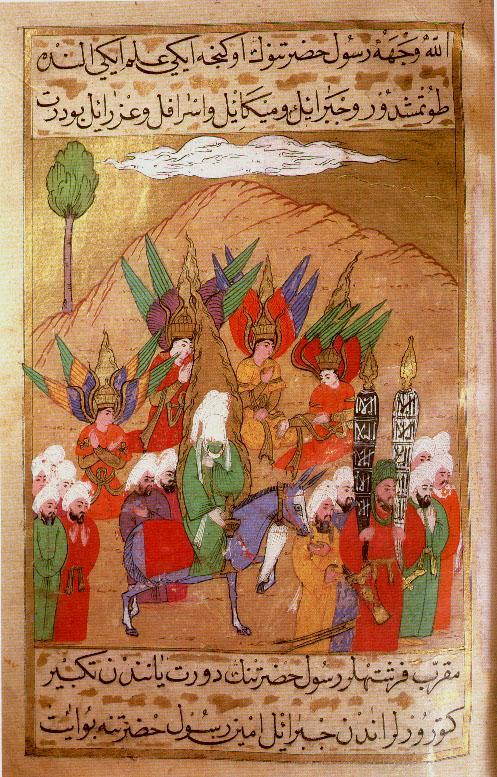
رسم عثماني يعود لحوالي 1595 يصور النبي وقد غطي وجهه مع أصحابه وهم يدخلون مكة، بحضور الملائكة جبريل وميكائيل واسرافيل وعزرائيل

دخلت قواتُ المسلمين مكةَ من جهاتها الأربع في آنٍ واحدٍ، ولم تلق تلك القوات مقاومة تقريباً، وكان في دخول جيش المسلمين من الجهات الأربع ضربةٌ قاضيةٌ لجنود قريش، حيث عجزت عن التجمع، وضاعت منها فرصةُ المقاومة، وهذا من التدابير الحربية الحكيمة التي لجأ إليها الرسولُ محمدٌ عندما أصبح في مركز القوة في العدد والعتاد، ونجحت خطة الرسول؛ فلم يستطع المشركون المقاومة، ولا الصمودَ أمام الجيش الزاحف إلى أم القرى، فاحتل كل فيلق منطقته التي وُجّه إليها، في سلم واستسلام، إلا ما كان من المنطقة التي توجه إليها خالد بن الوليد، فقد تجمع بعضُ رجال قريش ومنهم صفوان بن أمية، وعكرمة بن أبي جهل، وسهيل بن عمرو وغيرهم مع بعض حلفائهم في مكان اسمه «الخندمة» وتصدوا للقوات المتقدمة بالسهام، وصمموا على القتال، فأصدر خالد بن الوليد أوامره بالانقضاض عليهم، وما هي إلا لحظات حتى قضى على تلك القوة وشتت شمل أفرادها، وبذلك أكمل الجيشُ السيطرةَ على مكة المكرمة.
وقُتل من المسلمين كرز بن جابر الفهري القرشي وخنيس بن خالد الخزاعي، وكانا قد شذّا عن الجيش، فسلكا طريقاً غير طريقه فقتلا جميعاً، وأما المشركون فإن المسلمين قد أصابوا اثني عشر رجلاً منهم فانهزموا وفرّوا.
ويُروى أن رجلاً من بني الدئل بن بكر من قبيلة كنانة اسمه حماس بن خالد الدئلي الكناني، كان قد أعد سلاحًا لمقاتلة المسلمين، وكانت امرأته إذا رأته يصلحه ويتعهده تسأله: «لماذا تعدُّ ما أرى؟»، فيقول: «لمحمد وأصحابه»، وقالت امرأته له يومًا: «والله ما أرى أنه يقوم لمحمد وصحبه شيء»، فقال: «إني والله لأرجو أن أخدمك بعضهم»، ثم قال يرتجز:
فلما جاء يوم الفتح كان ممن قاتل مع عكرمة، ثم حين انهزم جند عكرمة، خرج منهزمًا حتى بلغ بيته فقال لامرأته: «أغلقي عليَّ الباب»، فقالت المرأة له: «فأين ما كنت تقول؟»، فقال يعتذر لها:
وأقبل خالدٌ بن الوليد يجوس مكة حتى وافى الرسولَ محمداً على الصفا. وأما الزبير بن العوام فقد تقدم حتى نصب راية الرسولِ محمد بالحجون عند مسجد الفتح، وضرب له هناك قبة، فلم يبرح حتى جاءه الرسول.
وحرص الرسولُ محمدٌ أن يدخل الكداء التي بأعلى مكة تحقيقًا لقول صاحبه الشاعر حسان بن ثابت، حين هجا قريشاً وأخبرهم «بأن خيل الله تعالى ستدخل من كداء»، حيث قال:
ومما يؤيد حرص الرسولِ محمد على دخوله من كداء ما جاء عن عبد الله بن عمر، إذ قال: لما دخل رسول الله ﷺ عام الفتح، رأى النساء يلطمن وجوه الخيل بالخمر؛ فتبسم إلى أبي بكر فقال: «يا أبا بكر، كيف قال حسان؟»، فأنشده قوله:
ودخل الرسولُ محمدٌ مكةَ وعليه عمامة سوداء بغير إحرام، «وهو واضع رأسه تواضعًا لله، حين رأى ما أكرمه الله به من الفتح، حتى إن ذقنه ليكاد يمس واسطة الرحل، ودخل وهو يقرأ سورة الفتح مستشعرًا بنعمة الفتح وغفران الذنوب، وإفاضة النصر العزيز»، وعندما دخل مكة فاتحًا أردف أسامة بن زيد -وهو ابن زيد بن حارثة مولى الرسولِ محمدٍ- ولم يردف أحداً من أبناء بني هاشم وأبناء أشراف قريش وهم كثير، وكان ذلك صبح يوم الجمعة لعشرين ليلة خلت من رمضان، سنة ثمانٍ من الهجرة.
ويقول الشيخ محمد الغزالي واصفاً دخول الرسولِ محمد مكةَ:
| فتح مكة | وأصبحت أم القرى وقد قيّد الرعب حركاتها، واسترخت تجاه القدر المنساق إليها، فاختفى الرجال وراء الأبواب الموصدة، أو اجتمعوا في المسجد الحرام يرقبون مصيرهم وهم واجمون، على حين كان الجيش الزاحف يتقدّم ورسول الله ﷺ على ناقته تتوّج هامتَه عمامةٌ دسماء، ورأسه خفيض من شدة التخشّع لله، لقد انحنى على رحله، وبدا عليه التواضع الجمّ، حتى كاد عثنونه يمسّ واسطة الرحل. إنّ الموكب الفخم المهيب الذي ينساب به حثيثاً إلى جوف الحرم، والفيلق الدارع الذي يحفّ به ينتظر إشارة منه، فلا يبقى بمكة شيء آمن، إنّ هذا الفتح المبين ليذكّره بماضٍ طويل الفصول: كيف خرج مطارداً؟ وكيف يعود اليوم منصوراً مؤيداً؟ وأيّ كرامة عظمى حفّه الله بها في هذا الصباح الميمون؟ وكلّما استشعر هذه النعماء ازداد لله على راحلته خشوعاً وانحناءً، ويبدو أنّ هناك عواطف أخرى كانت تجيش في بعض الصدور. | فتح مكة |

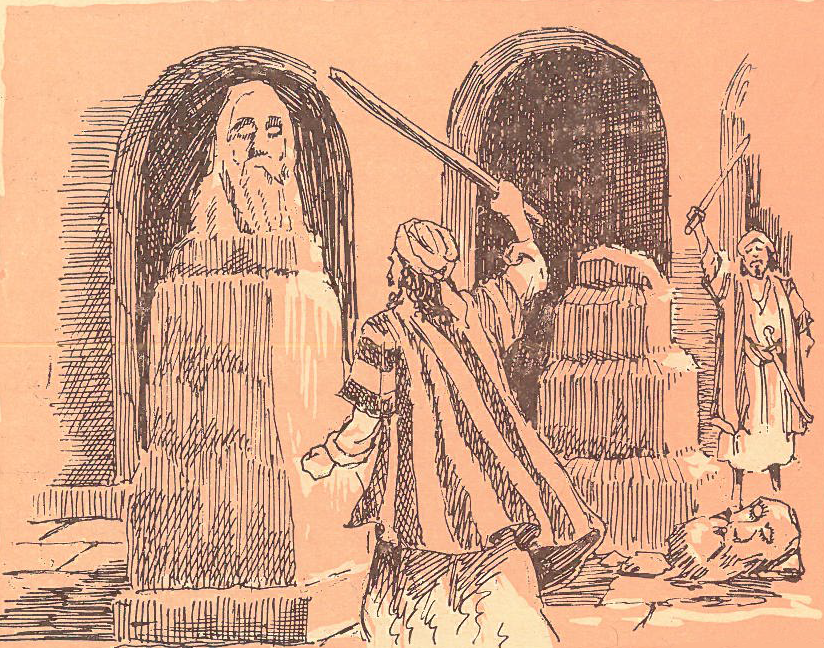
المُسلمون يُحطمون الأوثان والأصنام.

ولما نزل الرسول محمدٌ بمكة واطمأن الناس خرج حتى جاء البيت فطاف به، وفي يده قوس، وحول البيت وعليه ثلاثمائة وستون صنمًا، فجعل يطعنها بالقوس ويقول: «جَاءَ الْحَقُّ وَزَهَقَ الْبَاطِلُ إِنَّ الْبَاطِلَ كَانَ زَهُوقًا» و«جَاءَ الْحَقُّ وَمَا يُبْدِئُ الْبَاطِلُ وَمَا يُعِيدُ» والأصنام تتساقط على وجوهها، ورأى في الكعبة الصور والتماثيل فأمر بالصور وبالتماثيل فكسرت، وأبى أن يدخل جوف الكعبة حتى أخرجت الصور، وكان فيها صورة يزعمون أنها صورة إبراهيم وإسماعيل وفي يديهما من الأزلام، فقال الرسولُ محمدٌ: «قاتلهم الله؛ لقد علموا ما استقسما بها قط».
ثم دخل البيت وكبَّر في نواحيه ثم صلى، فقد روى ابنُ عمر: أن رسول الله ﷺ دخل الكعبة هو وأسامة وبلال وعثمان بن طلحة، فأغلقها عليه ثم مكث فيها، قال ابن عمر: «فسألت بلالاً حين خرج: «ما صنع رسول الله؟»، قال: «جعل عمودين عن يساره وعمودًا عن يمينه وثلاثة أعمدة وراءه -وكان البيت يومئذ على ستة أعمدة- ثم صلى».
وبعد أن صلى الرسول محمد هناك، دار في البيت، وكبّر في نواحيه، ووحّد الله، ثم فتح الباب، وقريش قد ملأت المسجد صفوفاً ينتظرون ماذا يصنع، فأخذ بعضادتي الباب، وهم تحته، فقال:
| فتح مكة | لا إله إلا الله وحده، لا شريك له، صدق وعده، ونصر عبده، وهزم الأحزاب وحده، ألا كل مأثرة أو مال أو دم فهو تحت قدمي هاتين، إلا سدانة البيت وسقاية الحاج، ألا وقتيل الخطأ شبه العمد -السوطا والعصا- ففيه الدية مغلظة، مائة من الإبل، أربعون منها في بطونها أولادها. يا معشر قريش، إن الله قد أذهب عنكم نخوة الجاهلية وتعظمها بالآباء، الناس من آدم، وآدم من تراب، ثم تلا هذه الآية: ﴿يَا أَيُّهَا النَّاسُ إِنَّا خَلَقْنَاكُمْ مِنْ ذَكَرٍ وَأُنْثَى وَجَعَلْنَاكُمْ شُعُوبًا وَقَبَائِلَ لِتَعَارَفُوا إِنَّ أَكْرَمَكُمْ عِنْدَ اللَّهِ أَتْقَاكُمْ إِنَّ اللَّهَ عَلِيمٌ خَبِيرٌ ۝١٣﴾. | فتح مكة |

وكان مفتاح الكعبة مع عثمان بن طلحة قبل أن يسلم، فأراد عليّ أن يكون المفتاح له مع السقاية، لكن الرسولَ دفعه إلى عثمان بعد أن خرج من الكعبة ورده إليه قائلاً: «اليوم يوم بر ووفاء»، وكان الرسولُ قد طلب من عثمان بن طلحة المفتاحَ قبل أن يهاجر إلى المدينة، فأغلظ له القول ونال منه، فحلم عنه وقال: «يا عثمان، لعلك ترى هذا المفتاح يومًا بيدي، أضعه حيث شئت»، فقال: «لقد هلكت قريش يومئذ وذلت»، فقال: «بل عمرت وعزت يومئذ»، ووقعت كلمته من عثمان بن طلحة موقعًا، وظن أن الأمر سيصير إلى ما قال، إلا أن الرسول محمداً قد أعطاه مفاتيح الكعبة قائلاً له: «هاك مفتاحك يا عثمان، اليوم يوم بر ووفاء، خذوها خالدة تالدة لا ينزعها منكم إلا ظالم»، فلم يُعْطِ الرسولُ المفتاحَ أحداً من بني هاشم، وقد تطاول لأخذه رجالٌ منهم، لما في ذلك من الإثارة، ولما به من مظاهر السيطرة وبسط النفوذ.
وحانت الصلاة، فأمر الرسولُ بلالاً أن يصعد فيؤذن على الكعبة، وأبو سفيان بن حرب وعتاب بن أسيد والحارث بن هشام جلوس بفناء الكعبة، فقال عتاب: «لقد أكرم الله أسيداً ألايكون سمع هذا، فيسمع منه ما يغيظه»، فقال الحارث: «أما والله لو أعلم أنه حق لاتبعته»، فقال أبو سفيان: «أما والله لا أقول شيئاً، لو تكلمات لأخبرت عني هذه الحصباء»، فخرج عليهم الرسولُ محمد فقال لهم: «قد علمت الذي قلتم»، ثم ذكر ذلك لهم، فقال الحارث وعتاب: «نشهد أنك رسولُ الله، والله ما اطلع على هذا أحد كان معنا فنقول أخبرك».

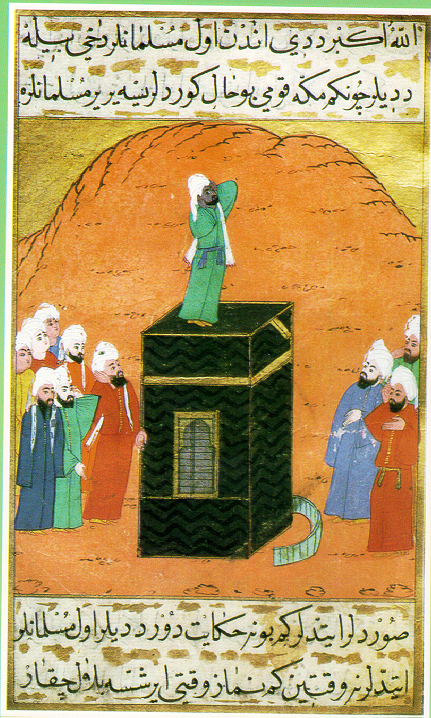
رسم عثماني لبلال بن رباح وهو يؤذن من فوق سطح الكعبة بعد فتح مكة عام 8هـ

وفي غداة الفتح بلغ النبيَّ أن خزاعةَ حلفاءَه قتلوا رجلا من هذيل اسمه جنيدب بن الادلع الهذلي ولقبة ابن الاثوع الهذلي قد قتل سيد قبيلة أسلم أحمر بأسا الأسلمي في الجاهلية .فأتى بعد فتح مكة إلى مكة يسأل عن أحوالها. فوجدته خزاعة وسألوه هل انت قاتل احمر ؟ فقال نعم انا قاتل أحمر ! فماه ؟ فاجتمعوا عليه وقتلوه -وهو مشرك- انتقاما لقتله أحمر بأسا الأسلمي، فغضب النبي صلى الله عليه وسلم بسبب ما فعلوه وقام بين الناس خطيبًا فقال:
| فتح مكة | يا أيها الناس إن الله حرم مكة يوم خلق السماوات والأرض، فهي حرام بحرمة الله إلى يوم القيامة، فلا يحل لامرئ يؤمن بالله واليوم الآخر أن يسفك فيها دمًا، ولا يعضد فيها شجرًا، لم تحل لأحد كان قبلي، ولا تحل لأحد يكون بعدي، ولم تحل لي إلا هذه الساعة غضبًا على أهلها، ثم قد رجعت كحرمتها بالأمس، فليبلغ الشاهد منكم الغائب، فمن قال لكم إن رسول الله ﷺ قد قاتل فيها فقولوا: إن الله قد أحلها لرسوله ولم يحلها لكم. يا معشر خزاعة، ارفعوا أيديكم عن القتل، فلقد كثر أن يقع، لقد قتلتم قتيلاً لأدينَّه، فمن قتل بعد مقامي هذا فأهله بخير النظرين، إن شاءوا فدم قاتله، وإن شاءوا فعقله. | فتح مكة |

ولما تم فتح مكة على الرسول محمد، قال الأنصار فيما بينهم: «أترون رسول الله ﷺ إذا فتح الله عليه أرضه وبلده أن يقيم بها»، وهو يدعو على الصفا رافعاً يديه، فلما فرغ من دعائه قال: «ماذا قلتم؟»، قالوا: «لا شيء يا رسول الله»، فلم يزل بهم حتى أخبروه، فقال: «معاذ الله المحيا محياكم، والممات مماتكم».
وأقام الرسولُ محمد بمكة تسعة عشر يوماً، يجدد معالم الإسلام، ويرشد الناس إلى الهدى والتقى، وخلال هذه الأيام أمر أبا أسيد الخزاعي، فجدد أنصاب الحرم، وبث سراياه للدعوة إلى الإسلام، ولكسر الأوثان التي كانت حول مكة، فكسرت كلها، ونادى مناديه بمكة: «من كان يؤمن بالله واليوم الآخر فلا يدع في بيته صنماً إلا كسره».

### النفر الذين أهدر الرسولُ محمد دمَهم
أهدر الرسولُ محمد يومئذ دماء تسعة نفر من المشركين، وأمر بقتلهم وإن وُجدوا تحت أستار الكعبة، وهم: عبد العزى بن خَطَل التميمي، وعبد الله بن أبي سرح القرشي، وعكرمة بن أبي جهل القرشي، والحارث بن نفيل بن وهب، ومِقْيَسُ بن صُبابة الكناني، وهبار بن الأسود القرشي، وقينتان كانتا لابن خطل، كانتا تغنيان بهجو الرسول محمد، وسارة مولاة لبعض بني عبد المطلب بن هاشم، وهي التي وجد معها كتاب حاطب بن أبي بلتعة.
ومن هؤلاء من قُتل، ومنهم من جاء مسلمًا تائبًا فعفا عنه الرسول محمد، وحسُن إسلامه. فأما ابن خَطَل فكان متعلقاً بأستار الكعبة، فجاء رجل إلى الرسول محمد وأخبره فقال: «اقتله»، فقتله، وأما ابن أبي سرح، فجاء به عثمان إلى الرسول محمد، وشفع فيه فحقن دمه، وقبل إسلامه، وأما عكرمة بن أبي جهل فأسلم وأمَّنه الرسول محمد، وأما الحارث فكان شديد الأذى للرسول بمكة، فقتله علي، وأما مِقْيَسُ بن صُبابة فقتله نميلة بن عبد الله، وكان مِقْيَسُ قد أسلم قبل ذلك، ثم عدا على رجل من الأنصار فقتله، ثم ارتد ولحق بالمشركين، وأما هبار بن الأسود فهو الذي كان قد عرض لزينب بنت الرسول محمد حين هاجرت، فنخس بها حتى سقطت على صخرة وأسقطت جنينها، ففر هبار يوم مكة، ثم أسلم وحسن إسلامه، وأما القينتان فقتلت إحداهما، واستؤمن للآخرى فأسلمت، كما استؤمن لسارة وأسلمت.

### إعلان العفو العام
نال أهلُ مكة عفوًا عامًّا رغم أنواع الأذى التي ألحقوها بالرسول محمدٍ ودعوته، ومع قدرة الجيش الإسلامي على إبادتهم، وقد جاء إعلان العفو عنهم وهم مجتمعون قرب الكعبة ينتظرون حكم الرسول محمد فيهم، فقال: «ما تظنون أني فاعل بكم؟»، فقالوا: «خيرًا أخٌ كريمٌ وابن أخٍ كريمٍ»، فقال: «لاَ تَثْرَيبَ عَلَيْكُمُ الْيَوْمَ يَغْفِرُ اللهُ لَكُمْ». وقد ترتب على هذا العفو العام حفظ الأنفس من القتل أو السبي، وإبقاء الأموال المنقولة والأراضي بيد أصحابها، وعدم فرض الخراج عليها، فلم تُعامل مكة كما عوملت المناطق الأخرى المفتوحة عنوة؛ لقدسيتها وحرمتها عند المسلمين، فهم يؤمنون أنها دار النسك، ومتعبد الخلق، وحرم الرب تعالى.
كما أجار الرسولُ محمد رجلين من بني مخزوم، كانت أم هانئ بنت أبي طالب قد حمتهما، إذ قالت أم هانئ بنت أبي طالب: «لما نزل رسول الله ﷺ بأعلى مكة فر إليَّ رجلان من أحمائي، من بني مخزوم، وكانت عند هُبيرة بن أبي وهب المخزومي، قالت: فدخل عليٌّ بن أبي طالب أخي، فقال: «والله لأقتلنهما»، فأغلقت عليهما باب بيتي، ثم جئت رسول الله ﷺ وهو بأعلى مكة، فوجدته يغتسل من جفنة إن فيها لأثر العجين، وفاطمة ابنته تستره بثوبه، فلما اغتسل أخذ ثوبه فتوشح به، ثم صلى ثماني ركعات من الضحى، ثم انصرف إليَّ فقال: «مرحبًا وأهلاً يا أم هانئ، ما جاء بك؟»، فأخبرته خبر الرجلين وخبر علي، فقال: «قد أجرْنا من أجرتِ وأمنا من أمنت، فلا يقتلهما»».

### دخول أهل مكة الإسلام

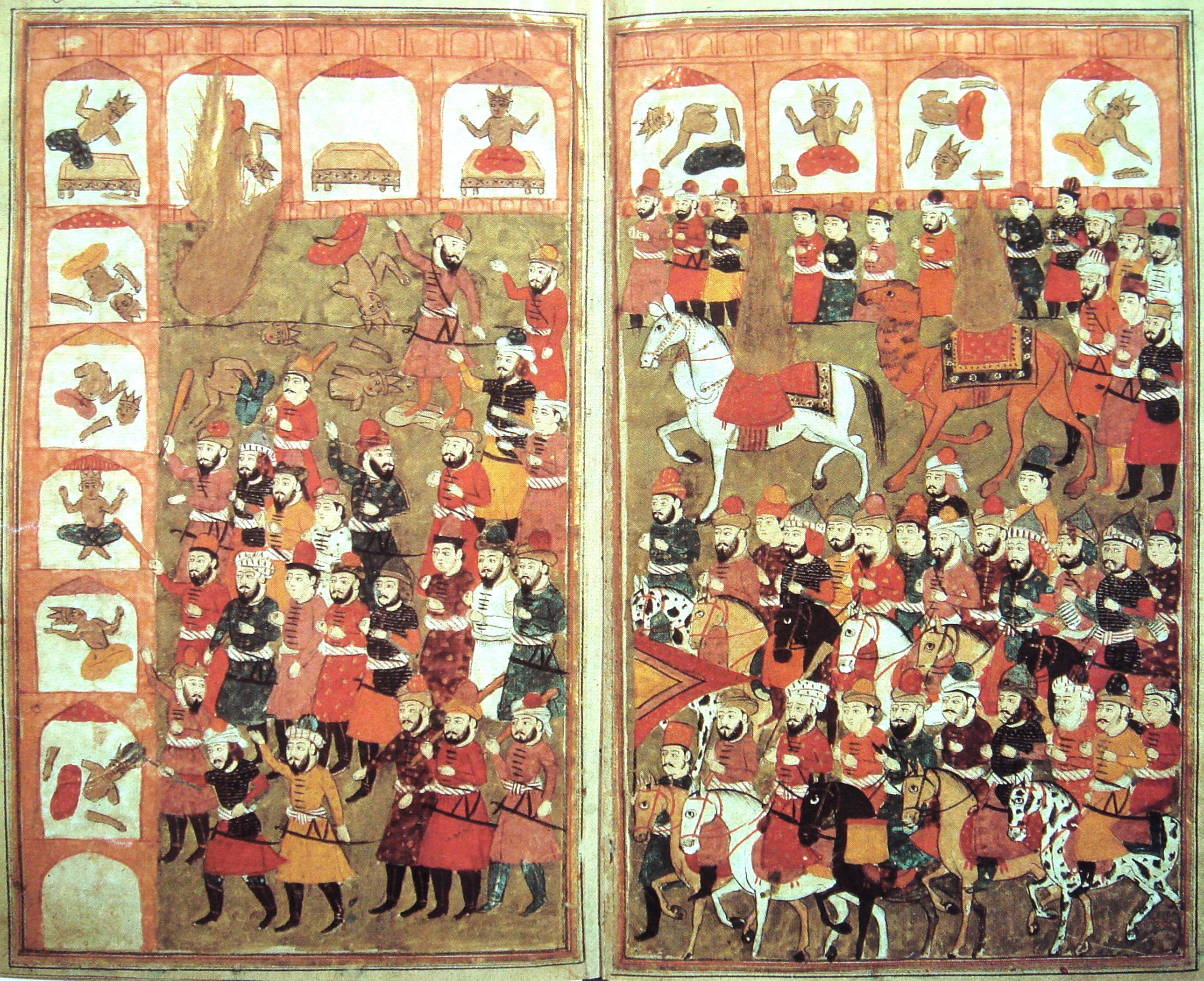
رسم يصور المسلمين بعد أن دخلوا مكة وبدأوا بتكسير الأصنام

كان من أثر عفو الرسولِ محمد الشامل عن أهل مكة، والعفو عن بعض من أَهدر دماءَهم، أن دخل أهلُ مكة رجالاً ونساءً وأحرارًا وموالي في الإسلام طواعيةً واختيارًا، وبدخول مكة تحت راية الإسلام دخل الناس في الإسلام أفواجاً، وبايع الرسولُ الناس جميعاً الرجال والنساء، والكبار والصغار، وبدأ بمبايعة الرجال، فقد جلس لهم على الصفا، فأخذ عليهم البيعة على «الإسلام والسمع والطاعة لله ولرسوله فيما استطاعوا».
وجاء مجاشع بن مسعود بأخيه مجالد بعد يوم الفتح فقال للرسول محمد: «جئتك بأخي لتبايعه على الهجرة»، فقال الرسول: «ذهب أهل الهجرة بما فيها»، فقال: «على أي شيء تبايعه؟»، قال: «أبايعه على الإسلام والإيمان والجهاد».
ولما فرغ الرسولُ محمد من بيعة الرجال أخذ في بيعة النساء، وهو على الصفا، وعمر قاعد أسفل منه، يبايعهن بأمره، ويبلغهن عنه، فجاءت هند بنت عتبة امرأة أبي سفيان متنكرة خوفاً من الرسولِ أن يعرفها، لِما صنعت بعمه حمزة، فقال الرسولُ محمد: «أبايعكن على ألا تشركن بالله شيئاً»، فبايع عمر النساء على ألا يشركن بالله شيئاً، فقال الرسول محمد: «ولا تسرقن»، فقالت هند: «إن أبا سفيان رجل شحيح، فإن أنا أصبت من ماله هنات؟»، فقال أبو سفيان: «وما أصبت فهو لك حلال»، فضحك الرسولُ وعرفها، فقال: «وإنك لهند؟»، قالت: «نعم، فاعف عما سلف يا نبيّ الله، عفا الله عنك»، فقال: «ولا يزنين»، فقالت: «أوتزني الحرة؟»، فقال: «ولا يقتلن أولادهن»، فقالت: «ربيناهم صغاراً، وقتلتموهم كباراً، فأنتم وهم أعلم» -وكان ابنها حنظلة بن أبي سفيان قد قتل يوم بدر- فضحك عمر حتى استلقى، فتبسم الرسول فقال: «ولا يأتين ببهتان»، فقالت: «والله إن البهتان لأمر قبيح، وما تأمرنا إلا بالرشد ومكارم الأخلاق»، فقال: «ولا يعصينك في معروف»، فقالت: «والله ما جلسنا مجلسنا هذا وفي أنفسنا أن نعصيك»، ولما رجعت جعلت تكسر صنمها وتقول: «كنا منك في غرور».

#### إسلام صفوان بن أمية
لم يكن صفوان ممن أهدر دمه، لكنه بصفته زعيماً كبيراً من زعماء قريش خاف على نفسه وفَرَّ، فاستأمن له عمير بن وهب الجمحي القرشي الرسولَ فأمنه، وأعطاه عمامته التي دخل بها مكة، فلحقه عمير وهو يريد أن يركب البحر من جدة إلى اليمن فردَّه، فقال للرسول محمد: «اجعلني بالخيار شهرين»، قال: «أنت بالخيار أربعة أشهر»، ثم أسلم صفوان، وقد كانت امرأته أسلمت قبله، فأقرهما على النكاح الأول.

#### إسلام سهيل بن عمرو
كما أسلم سهيل بن عمرو الذي كاتَبَ الرسولَ يوم صلح الحديبية، ويروي سهيلٌ قصته بعد أن دخل المسلمون مكة فيقول:
| فتح مكة | لما دخل رسول الله ﷺ مكة وظهر، انقحمت بيتي وأغلقت عليَّ بابي، وأرسلت إلى ابني عبد الله بن سهيل أن اطلب لي جوارًا من محمد، وإني لا آمن من أن أقتل، وجعلت أتذكر أثري عند محمد وأصحابه فليس أحد أسوأ أثرًا مني، وإني لقيت رسول الله ﷺ يوم الحديبية بما لم يلحقه أحد، وكنت الذي كاتبته، مع حضوري بدرًا وأحدًا، وكلما تحركت قريش كنت فيها، فذهب عبد الله بن سهيل إلى رسول الله فقال: «يا رسول الله، تؤمنه؟»، فقال: «نعم، هو آمن بأمان الله، فليظهر»، ثم قال رسول الله ﷺ لمن حوله: «من لقي سهيل بن عمرو فلا يشد النظر إليه، فليخرج، فلعمري إن سهيلا له عقل وشرف، وما مثل سهيل يجهل الإسلام، ولقد رأى ما كان يوضع فيه أنه لم يكن له بنافع»، فخرج عبد الله إلى أبيه، فقال سهيل: «كان والله برًّا، صغيرًا وكبيرًا». | فتح مكة |

فكان سهيل يُقبل ويُدبر، وخرج إلى حُنين مع الرسول محمد وهو على شركه حتى أسلم بالجعرانة.

#### إسلام عكرمة بن أبي جهل
وأسلم عكرمة بن أبي جهل المخزومي القرشي، حيث جاءت أم حكيم امرأة عكرمة بن أبي جهل إلى الرسولِ محمدٍ فقالت: «يا رسول الله، قد هرب عكرمة منك إلى اليمن، وخاف أن تقتله فأمِّنه»، فقال الرسول: «هو آمن»، فخرجت أم حكيم في طلبه ومعها غلام لها رومي، فراودها عن نفسها، فجعلت تمنيه حتى قدمت على حيّ من عكٍّ فاستغاثتهم عليه فأوثقوه رباطًا، وأدركت عكرمة، وقد انتهى إلى ساحل من سواحل تهامة فركب البحر، فجعل نُوتيَّ السفينة يقول له: «أخلص»، فقال: «أي شيء أقول؟»، قال: «قل لا إله إلا الله»، قال عكرمة: «ما هربت إلا من هذا»، فجاءت أم حكيم على هذا الكلام، فجعلت تلح عليه وتقول: «يا ابن عم، جئتك من عند أوصل الناس، وأبرّ الناس، وخير الناس، لا تهلك نفسك»، فوقف لها حتى أدركته فقالت: «إني قد استأمنت لك محمدًا رسول الله ﷺ»، قال: «أنت فعلت؟»، قالت: «نعم، أنا كلمته فأمنك»، فرجع معها وقال: «ما لقيتِ من غلامك الرومي؟»، فخبرته خبره فقتله عكرمة، وهو يومئذ لم يسلم، فلما دنا من مكة قال الرسولُ لأصحابه: «يأتيكم عكرمة بن أبي جهل مؤمنًا مهاجرًا، فلا تسبوا أباه، فإن سب الميت يؤذي الحي ولا يبلغ الميت»، وجعل عكرمة يطلب امرأته يجامعها، فتأبى عليه، وتقول: «إنك كافر وأنا مسلمة»، فيقول: «إن أمرًا منعك مني لأمر كبير»، فلما رأى الرسولُ عكرمةَ وثب إليه -وما على النبي ﷺ رداء- فرحاً بعكرمة، ثم جلس الرسولُ فوقف بين يديه، وزوجته متنقبة، فقال: «يا محمد، إن هذه أخبرتني أنك أمنتني»، فقال الرسول محمد: «صدقت، فأنت آمن»، فقال عكرمة: «فإلامَ تدعو يا محمد؟»، قال: «أدعوك إلى أن تشهد أن لا إله إلا الله وأني رسول الله، وأن تقيم الصلاة وتؤتي الزكاة، وتفعل وتفعل» حتى عد خصال الإسلام، فقال عكرمة: «والله ما دعوت إلا إلى الحق وأمر حسن جميل، قد كنت والله فينا قبل أن تدعو إلى ما دعوت إليه وأنت أصدقنا حديثاً وأبرنا براً»، ثم قال عكرمة: «فإني أشهد أن لا إله إلا الله، وأشهد أن محمدًا عبده ورسوله»، فسُرَّ بذلك الرسولُ، ثم قال: «يا رسول الله، علمني خير شيء أقوله»، قال: «تقول: أشهد أن لا إله إلا الله وأن محمدًا عبده ورسوله»، قال عكرمة: «ثم ماذا؟»، قال رسول الله ﷺ: «تقول: أشهد الله وأُشهد من حضر أني مسلم مهاجر ومجاهد»، فقال عكرمة ذلك، فقال رسول الله: «لا تسألني اليوم شيئاً أعطيه أحدًا إلا أعطيتكه»، فقال عكرمة: «فإني أسألك أن تستغفر لي كل عداوة عاديتكها، أو مسير وضعت فيه، أو مقام لقيتك فيه، أو كلام قلته في وجهك أو وأنت غائب عنه»، فقال الرسول: «اللهم اغفر له كل عداوة عادانيها، وكل مسير سار فيه إلى موضع يريد بذلك المسير إطفاء نورك، فاغفر له ما نال مني من عرض، في وجهي أو وأنا غائب عنه»، فقال عكرمة: «رضيت يا رسول الله، لا أدع نفقة كنت أنفقها في صدّ عن سبيل الإسلام إلا أنفقت ضعفها في سبيل الله، ولا قتالاً كنت أقاتل في صدّ عن سبيل الله إلا أبليت ضعفه في سبيل الله»، ثم اجتهد في القتال حتى قُتل في سبيل الله. وبعد أن أسلم ردَّ الرسولُ امرأته له بذلك النكاح الأول.

#### إسلام أبي قحافة والد أبي بكر
قالت أسماء بنت أبي بكر: «لما دخل رسول الله ﷺ مكة ودخل المسجد، أتى أبو بكر الصديق بأبيه يقوده، فلما رآه رسول الله ﷺ قال: «هلا تركت الشيخ في بيته حتى أكون أنا آتيه فيه؟»، قال أبو بكر: «يا رسول الله، هو أحق أن يمشي إليك من أن تمشي إليه أنت»، قالت: فأجلسه بين يديه، ثم مسح صدره، ثم قال له: «أسلم»، فأسلم، قالت: فدخل به أبو بكر وكأن رأسه ثغامة، فقال رسول الله ﷺ: «غيروا هذا من شعره»»، ويُروى أن الرسول هنأ أبا بكر بإسلام أبيه.

#### إسلام فضالة بن عمير الليثي
أراد فضالة بن عمير بن الملوح الليثي الكناني قتل الرسول محمد وهو يطوف بالبيت عام الفتح، فلما دنا منه، قال الرسول محمد: «أفضالة؟»، قال: «نعم، فضالة يا رسول الله»، قال: «ماذا كنت تحدث به نفسك؟»، قال: «لا شيء، كنت أذكر الله»، قال: فضحك النبي ﷺ ثم قال: «استغفر الله»، ثم وضع يده على صدره، فسكن قلبه، فكان فضالة يقول: «والله ما رفع يده عن صدري حتى ما من خلق الله شيء أحب إليَّ منه»، قال فضالة: فرجعت إلى أهلي، فمررت بامرأة كنت أتحدث إليها، فقالت: «هلم إلى الحديث»، فقلت: «لا»، وانبعث فضالة يقول:

#### إسلامعبد الله بن الزِّبَعْرَىشاعر قريش
لما فتحت مكة فر عبد الله بن الزِّبَعْرَى السهمي (شاعرُ قريش) إلى نجران، فقال الصحابي حسان بن ثابت يعيره بالجبن والفرار:
فلما جاء ابنَ الزبعري شعرُ حسان تهيأ للخروج، فقال هبيرة بن أبي وهب: «أين تريد يا ابن عم؟»، قال: «أردت والله محمداً»، قال: «أتريد أن تتبعه»، قال: «إي والله»، قال: يقول هبيرة: «يا ليت أني كنت رافقت غيرك والله، ما ظننت أنك تتبع محمداً أبداً»، قال ابن الزبعرى: «هو ذاك، فعلى أي شيء أقيم مع بني الحارث بن كعب، وأترك ابن عمي وخير الناس وأبرهم ومع قومي وداري؟»، ثم توجه إلى مكة وقصد الرسول محمداً، حتى جاء الرسول وهو جالس وأصحابه، فلما نظر الرسول إليه قال: «هذا ابن الزبعري ومعه وجه فيه نور الإسلام»، فلما وقف على الرسولِ قال: «السلام عليكم أي رسول الله، شهدت أن لا الله إلا الله، وأنك عبده ورسوله، والحمد لله الذي هداني للإسلام، لقد عاديتك، وأجلبت عليك، وركبت الفرس والبعير، ومشيت في عداوتك، ثم هربت منك إلى نجران وأنا أريد ألا أقرب الإسلام أبداً، ثم أرادني الله منه بخير فألقاه في قلبي وحببه إلي، وذكرت ما كنت فيه من الضلالة، واتباع ما لا ينفع ذا عقل من حجر يُعبد ويُذبح له، لا يدري من عبده ومن لا يعبده»، فقال له الرسولُ محمد: «الحمد لله الذي هداك للإسلام، إن الإسلام يجب ما كان قبله»، فأسلم ومدح الرسولَ فأمر له بحلة.

#### إسلام أنس بن زنيم شاعر بني الدئل بن بكر
حين خرج سيد قبيلة خزاعة عمرو بن سالم الخزاعي يستنصر النبي محمداً على قريش وبني الدئل، أنشده الأبيات المشهورة ثم قال له: «يا رسول الله، إن أنس بن زنيم هجاك»، فأهدر النبي محمدٌ دمه، فبلغ ذلك أنس، فلما كان يوم الفتح أقبل على الرسولِ معتذراً، وقام سيد بني الدئل بن بكر نوفلُ بن معاوية الديلي الكناني فقال: «يا رسول الله، أنت أولى بالعفو، ومن منا لم يؤذك ولم يعادك؟ وكنا في الجاهلية لا ندري ما نأخذ وما ندع حتى هدانا الله بك وأنقذنا من الهلكة»، فقال الرسولُ محمد: «قد عفوت عنه»، فقال: «فداك أبي وأمي»، فجاء أنس بن زنيم إلى النبي محمد وقال له:
وقال بعض الأدباء إن بيت أنس:
هو أصدق بيت شعر قالته العرب.

## نتائج فتح مكة
كان لفتح مكة نتائج كثيرة منها: أن دخلت مكةُ تحت نفوذ المسلمين، وزالت دولة قريش منها، وأصبح المسلمون قوة عظمى في جزيرة العرب. وتحققت أمنية الرسولِ محمد بدخول قريش في الإسلام، وبرزت الدولة الإسلامية قوةً كبرى في الجزيرة العربية لا يستطيع أي تجمع قبلي الوقوف في وجهها.

## فتح مكة في السينما والتليفزيون
مُثّل فتح مكة في فيلم الرسالة الذي أخرجه المخرج السوري مصطفى العقاد، وكان فتح مكة آخر مقطع في الفيلم، كما مثّل أيضاً في مسلسل عمر بن الخطاب الذي عُرض لأول مرة في شهر رمضان عام 2012م.
وفي فيلم فجر الإسلام

## وصلات خارجية
- فتح مكة - موقع قصة الإسلام.
- فتح مكة 8هـ - موقع إسلام ويب.
- فتح مكة المكرمة - مركز آل البيت العالمي للمعلومات.

| قبلها: غزوة مؤتة | غزوات الرسول فتح مكة | بعدها: غزوة حنين |